# 吉隆坡尊孔独立中学

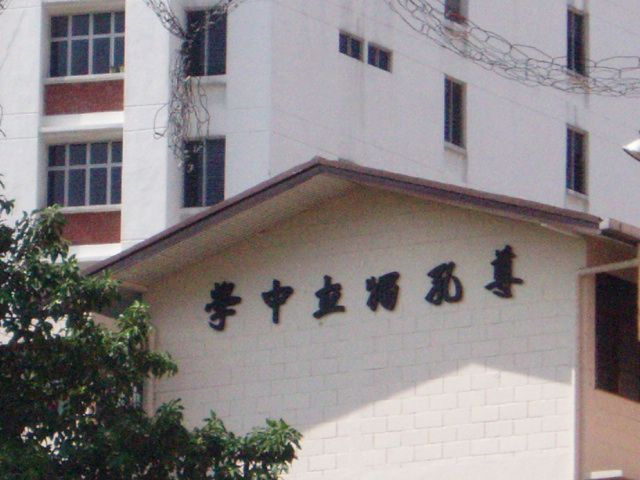
尊孔独立中学

吉隆坡尊孔独立中学（英語：Confucian Private Secondary School, Kuala Lumpur），建校于1906年，位于马来西亚吉隆坡汉惹拔巷，距茨厂街不远，是马来西亚历史最悠久的华人私立中学学府。遵循鲁国思想家孔子的教育理念，确立“尊重关爱、有教无类、全面发展、因材施教”的核心教育，明确“培养完整人格、培训人力资源”的一般使命，以及“维护民族语文、传承中华文化”的特殊使命。

## 历史
创办于1906年，陆佑在吉隆坡创办了尊孔学堂，兴学倡儒，以「勤、朴、勇、毅」四个字作为自我砥砺的校训。尊孔學堂的生存与发展，全球层面深受两次世界大战与近半世纪的冷战所影响；小区域层面则受中国的民主革命、国共内战、抗日战争、马来亚独立运动及尔后的马来西亚建国政策所制约。
1941年日军南侵，校舍为日军所占据，校务停顿。直到1945年马来亚光复，林连玉先生主持尊孔战后复办工作。1958年，尊孔学校遵从当时的教育法令，小学部改制为尊孔国民型华文小学，中学部则正式成为尊孔中学。到了1961年马来亚政府颁布《1961年教育法令》，尊孔中学董事会于1962年5月1日向教育部申请改制，不久后批准，由5月1日起生效，改称为尊孔国民型华文中学，在原有的校舍继续办学。1963年尊孔独立中学另外正式成立，以收容不能在尊孔国民型华文中学继续深造的超龄生及不符合资格的学生。

## 交通
- 轻快铁 安邦-斯里八打灵线 人民广场站
- 捷运 加影线 独立站

## 课程
学校课程以“独中统一课程和考试为主、政府课程和考试为辅”的教务方针，规定所有的学生必须攻读独中统一课程并考取初中/高中统考证书，而政府课程（PT3和SPM国家教育课程）及考试则按条件选修选考。
学校初中部必修课（中文、英文、马来文及数学）及十三个必修课程（科学、历史、地理、美术、电脑、体育、音乐、辅导、劳作、生活技能、联课活动、武术、书法）。
高中部则分为理科、文商科、美术设计科及餐饮管理科。

## 学校象征
- 校训

勤 朴 勇 毅
校风 — 尊重 关爱 民主 科学
学风 — 自学 自治 求实 创新
教风 — 平等 宽柔 启发 身教
- 校歌

綠蔭如蓋 芳草如茵 巍巍我校氣象新
莘莘學子 如旭初升 猛着祖鞭勵前程
強健吾身 純潔吾品 勤修學業進兮進
建設國家 仔肩匪輕 勤樸勇毅當行

## 校友
- 翁诗杰，马来西亚华人公会第八位总会长，前国会下议院和班登、安邦再也议员，曾担任青年及体育部副部长。
- 丘光耀，前民主行動黨黨員，馬來西亞著名政治演說家、歷史學家、政治漫畫家。

## 外部連結
- 尊孔独立中学 （页面存档备份，存于）